# Silvano Aureoles Conejo
Silvano Aureoles Conejo, född 23 augusti 1965 i Carácuaro i Michoacán, är en mexikansk politiker (PRD) som är guvernör i delstaten Michoacán sedan 1 oktober 2015. Tidigare var han medlem i Mexikos deputeradekammare för staden Zitácuaro, och var kammarens talman från 2014 till 2015. Han representerade även sin delstat Michoacán i senaten.